# Isabel Ramírez Castañeda
Isabel Ramírez Castañeda (Milpa Alta, 1881 - 26 de março de 1943) foi uma arqueóloga e antropóloga mexicana; considerada a primeira mulher mexicana a trabalhar como arqueóloga científica no país. Fez parte do primeiro grupo de mulheres a estudar na Escuela de Altos Estudios da Cidade do México; e atuou como colaboradora e tradutora da língua náhuatl nas explorações de Azcapotzalco e Culhacán.

## Biografia
Castañeda estudou na Escola Normal de Professores, e trabalhou por um tempo como professora normalista. Em 1906, ingressou nas aulas de arqueologia do Museus Nacional do México, fazendo parte do primeiro grupo de mulheres a ingressar em uma Escuela de Altos Estudios. Genaro García, diretor do museu, indicou Castañeda para atuar como ajudante do antropólogo alemão Eduard Seler e, posteriormente do arqueólogo mexicano Leopoldo Batres, na classificação de todos os artefatos arqueológicos do museu, entre os anos de 1908 e 1910. Em 1908, Castañeda escreveu seu primeiro artigo, intitulado Apuntes acerca de los monumentos dela Parroquia de Tlalnepantla, que foi publicado nos Anais do Museu, em 1912.
Em 1910, Seler indicou Castañeda para uma bolsa de estudos na Escola Internacional de Arqueologia e Etnologia Americana da Universidade de Columbia; e também para receber licença remunerada de seu trabalho no Museu Nacional, para acompanha-lo nas excursões a sítios arqueológicos de Pelenque e Yucatán entre abril e julho de 1911, fazendo notas etnográficas e linguísticas. Em setembro de 1911, renunciou ao cargo que exercia no Museu Nacional e passou a trabalhar como professora de classe especial na Escola Normal para Maestras. Neste mesmo período, o Governo do México concedeu uma bolsa de estudos a Castañeda, para estudar na Escola Internacional da Universidade de Columbia; porém, a universidade não concedeu bolsa a nenhum aluno naquele ano. Ainda em 1911, Castañeda realizou trabalho de campo de etnologia em Milpa Alta; este trabalho recebeu uma exposição no Museu Nacional, através da Escola Internacional; e foi apresentado no XVIII Congresso Internacional de Americanistas, em Londres.
Devido aos distúrbios revolucionários que ocorrerem na Cidade do México em 1914, os trabalhos de campo foram paralisados, e Castañeda passou a trabalhar para o Departamento de Etnologia do Museu Nacional; e mais tarde, como responsável pela Seção de Folclore Nacional; em maio de 1918, Castañeda foi dispensada do museu, devido a cortes orçamentários. Em 1936, retornou para um cargo no museu; tempos depois, sofreu com catarata em ambos os olhos e recebe autorização para trabalhar em casa. Castañeda faleceu em 26 de março de 1943.